# Vodopády Stříbrného potoka
Vodopády Stříbrného potoka (též Nýznerovské vodopády) jsou přírodní památka v katastrálním území obce Skorošice v okrese Jeseník v Olomouckém kraji. Oblast spravuje Agentura ochrany přírody a krajiny ČR. Důvodem ochrany je geomorfologicky význačné území, které nemá v Rychlebských horách obdoby.

## Přístup
Vodopády leží asi 100 m od turistického rozcestníku Nýznerovské vodopády, od které přes vodopády prochází zeleně značená turistická stezka a cyklostezka 6171 Nýznerovská pila – Polská cesta. Nejsnazší přístup k vodopádům je od Nýznerova po asfaltové silnici se zákazem vjezdu, před kterým je i plocha k zaparkování. Další možné trasy jsou z Horní Lipové nebo z hřebenu na česko-polské hranici od rozcestníku Sedlo Peklo.